# Nils-Johan Labba
Olof Nils-Johan Labba, född 27 oktober 1984 i Jukkasjärvi församling, Norrbottens län, är en svensk-samisk politiker.

## Biografi
Nils-Johan Labba föddes 1984 i Jukkasjärvi församling. Han blev 2021 ledamot av Sametinget för Guovssonásti. Labba är även representant i Samiska rådet i Svenska kyrkan.